# Zwierz
Zwierz [zvjɛʂ] là một khu định cư ở khu hành chính của Gmina Człopa, thuộc hạt Wałcz, Tây Pomeranian Voivodeship, ở phía tây bắc Ba Lan.
Trước 1772, khu vực này là một phần của Vương quốc Ba Lan, 1772-1945 Phổ và Đức. Để biết thêm về lịch sử của nó, xem Quận Wałcz.
Khu định cư có dân số 5 người.